# Noah Gordon
Noah Gordon (11. listopadu 1926 – 22. listopadu 2021) byl americký spisovatel. Světový úspěch si získal hlavně trilogií o lékařské dynastii Coleů (Ranhojič, Šaman, Lékařka).

## Život
Noah Gordon se svou ženou žili na lesní farmě v Berkshirských vrších v západním Massachusetts. Manželka byla vydavatelkou místních novin, on byl lékařský technik na jejich pohotovostní stanici. Mají tři odrostlé děti, Lízu, Jamie a Michaela.

## Dílo
Při psaní trilogie se pro hodnověrnost děje nechal zaměstnat v nemocnici, studoval dějiny lékařství i různé chirurgické postupy v minulosti.

### Dynastie Coleových
- 1987 – Ranhojič (The Physician)
- 1992 – Šaman (Shaman)
- 1995 – Lékařka (Matters of Choice)

### Ostatní
- 1969 – Tribunál smrti (The Death Committee)
- 1979 – Tajemný diamant (The Jerusalem Diamond)
- 1987 – Rabín (Rabbi)
- 2007 – Katalánec (La Bodega)

## Filmové adaptace
- Ranhojič – 2013, režie Philipp Stölzl